# Національна бібліотека Ісламської Республіки Іран
Націона́льна бібліоте́ка та архі́в Ісла́мської Респу́бліки Іра́н (перс. كتابخانه ملي ايران) — національна бібліотека та центральне сховище друку Ісламської Республіки Іран, комплексний бібліотечно-інформаційний, науково-дослідний, освітній, культурний та видавничий центр держави, координаційний центр в галузі національної інформаційної політики Ірану. Основні приміщення бібліотеки та архіву розташовані в Тегерані.

## Історія
Історія створення Національної бібліотеки Ірану розпочалася в 1852 р., коли в Тегерані розпочало роботу медресе Дар-аль-фонун, при якому було створено невелику книгозбірню за європейським зразком. Колекція книг цієї навчальної бібліотеки стала ядром фонду майбутньої національної бібліотеки, відкритої в 1937 р. Наступною віхою у формуванні підґрунтя для створення національної бібліотеки стало відкриття в 1897 р. в Тегерані просвітницького товариства «Моареф». На першому році своєї діяльності товариство побудувало поряд з медресе Дар-аль-фонун Національну просвітницьку бібліотеку (тут термін «національна» (меллі) вказує на недержавний статус даної установи). У 1905 р. Національна просвітницька бібліотека приєдналася та бібліотека при медресе Дар-аль-фонун були об'єднані в Національну бібліотеку наук. Далі бібліотека кілька разів перейменовувалася: Просвітницька бібліотека (1919), Публічна просвітницька бібліотека (1934). У 1936 р. була прийнята концепція перетворення Публічної просвітницької бібліотеки на Національну бібліотеку Ірану. У 1937 р. для бібліотеки було побудовано нову будівлю, яка, разом з Музеєм Стародавньої Персії, створює єдиний архітектурний ансамбль на майдані Машг (Тегеран).

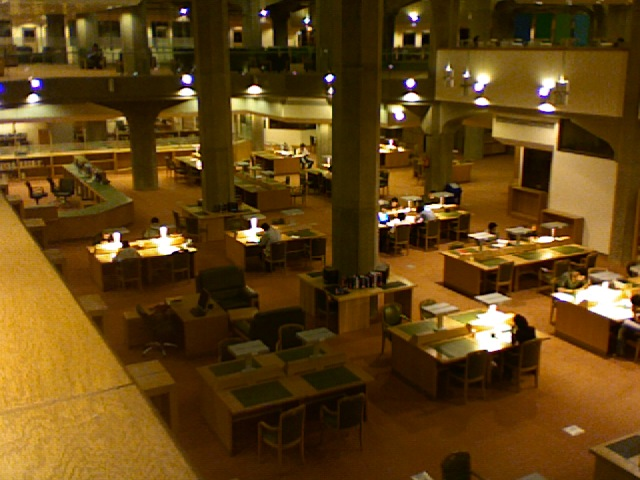
Інтер'єр нової будівлі бібліотеки

У 2001 р. Національний архів та Національна бібліотека Ірану були об'єднані в єдину організаційну структуру.